# Брити
Брити (лат. Britanni — Британи, у средњем веку Brittones) је назив за келтска племена која су крајем 5. вијека прије нове ере прешла канал Ламанш са европског копна и населили острво Британију. Били су сродни Келтима у Галији, којима пружају помоћ приликом каснијег римског освајања Галије.
Римљани су око 55. године п. н. е. под Цезаром извели две инвазије Британије, без већег успјеха. Успјели су да овладају јужним дијеловима Британије послије жестоких борби са Бритима тек за вријеме цара Клаудија. Брити су често дизали устанке против Римљана, нарочито 61. године н. е. под краљицом Будиком. 
Од 4. вијека н. е. Брити су изложени нападима Пикта и Шкота. У 5. и 6. вијеку германска племена Англа, Саса и Јита покоравају Британију. Брити су дијелом истребљени, дијелом продати у робље, а дијелом потиснути у Велс, Корнвол, Шкотску и Арморику (Бретања). Касније губе национална обиљежја а језик је сачуван делимично у Бретањи и изоловано у Британији.